# Paunaca jezik
Paunaca jezik (kodni standard: qbz, privatno), jezik Indijanaca Pauna koji se nekada govorio u istočnoj Boliviji na području današnjeg departmana Santa Cruz gdje je 1699. utemeljen Concepción, misijsko mjesto za pokrštavanje Indijanaca. Bio je srodan danas živom jeziku mojo (moxo), aravačka jezična porodica. 
Ponekad se prema srodnom plemenu Paicone naziva i paiconeca, pauna-paikone, pauna-paicone.

## Podaci
Pauna-paikone jezik (Paunaca, Paiconeca) govori se u bolivijskim departmanu Santa Cruz, pokrajina Ñuflo de Chávez. Unatoč potpunoj chiquitanizaciji drugih Arawak grupa kao što je Sarareca, još uvijek postoji 5 govornika Paunaca u etničkoj skupini od 150 ljudi, u dva naselja sjeverno od Ñuflo de Cháveza. Jezik izumire.

## Mali rječnik
Engleski/Francuski/Španjolski/Hrvatski/ Paunaca
- Sun/Soleil/Sol/sunce 	 Sache
- Water/Eau/Agua/voda 	 Ené
- Fire/Feu/Fuego/vatra 	 Yukĩ
- House/Maison/Casa/kuća 	 Sese
- Eye/Oeil/Ojo/oko 	 Ihuike

## Vanjske poveznice
- Paunaca Indian Language (Pauna) (engl.)